# Joar Hoff
Joar Hoff (10 aprile 1939 – 22 maggio 2019) è stato un dirigente sportivo, allenatore di calcio e calciatore norvegese.

## Biografia
È il fratello di Ivar Hoff.

## Carriera

### Giocatore

#### Club
Hoff giocò nel Lillestrøm e nello Strømmen, nel 1961. Nel 1964, fu in forza al Vålerengen.

### Dopo il ritiro
Hoff fu allenatore del Sander dal 1971 al 1972, nel 1974 e nel 1977. Guidò il Lillestrøm nel 1973, dal 1975 al 1976 e nel 1982. Nel 1978, fu tecnico del Vålerengen e dal 1979 al 1981 dello Strømmen. Guidò ancora lo Strømmen nel 1983, per poi diventare allenatore del Lørenskog nel 1985.
Nel 1999, fu presidente dell'Asker.

## Palmarès

### Allenatore

#### Competizioni nazionali
- Campionato norvegese: 1

Lillestrøm: 1976